# Windsor Express
I Windsor Express sono una società di pallacanestro canadese con sede a Windsor, nell'Ontario.
Nacquero nel 2012 per partecipare al campionato della NBL Canada.

## Stagioni
| Stagione | Lega       | Denominazione   | V  | P  | %    | Piazzamento | Play-off               |
| -------- | ---------- | --------------- | -- | -- | ---- | ----------- | ---------------------- |
| 2012-13  | NBL Canada | Windsor Express | 22 | 18 | 55,0 | 2º          | Semifinali             |
| 2013-14  | NBL Canada | Windsor Express | 29 | 11 | 72,5 | 1º          | Campioni               |
| 2014-15  | NBL Canada | Windsor Express | 21 | 11 | 65,6 | 1º          | Campioni               |
| 2015-16  | NBL Canada | Windsor Express | 21 | 19 | 52,5 | 2º          | Semifinali             |
| 2016-17  | NBL Canada | Windsor Express | 22 | 18 | 55,0 | 2º          | Finali di division     |
| 2017-18  | NBL Canada | Windsor Express | 20 | 20 | 50,0 | 3º          | Semifinali di division |
| 2018-19  | NBL Canada | Windsor Express | 17 | 23 | 42,5 | 5º          | -                      |
| 2019-20  | NBL Canada | Windsor Express | 11 | 11 | 50,0 | 3º          | stagione interrotta    |